# Novoť
Novoť (bis ins 19. Jahrhundert slowakisch „Novoty“; ungarisch Novoty – bis 1892 Novoti) ist ein Ort und eine Gemeinde im Okres Námestovo des Žilinský kraj im äußersten Norden der Slowakei.

## Geographie

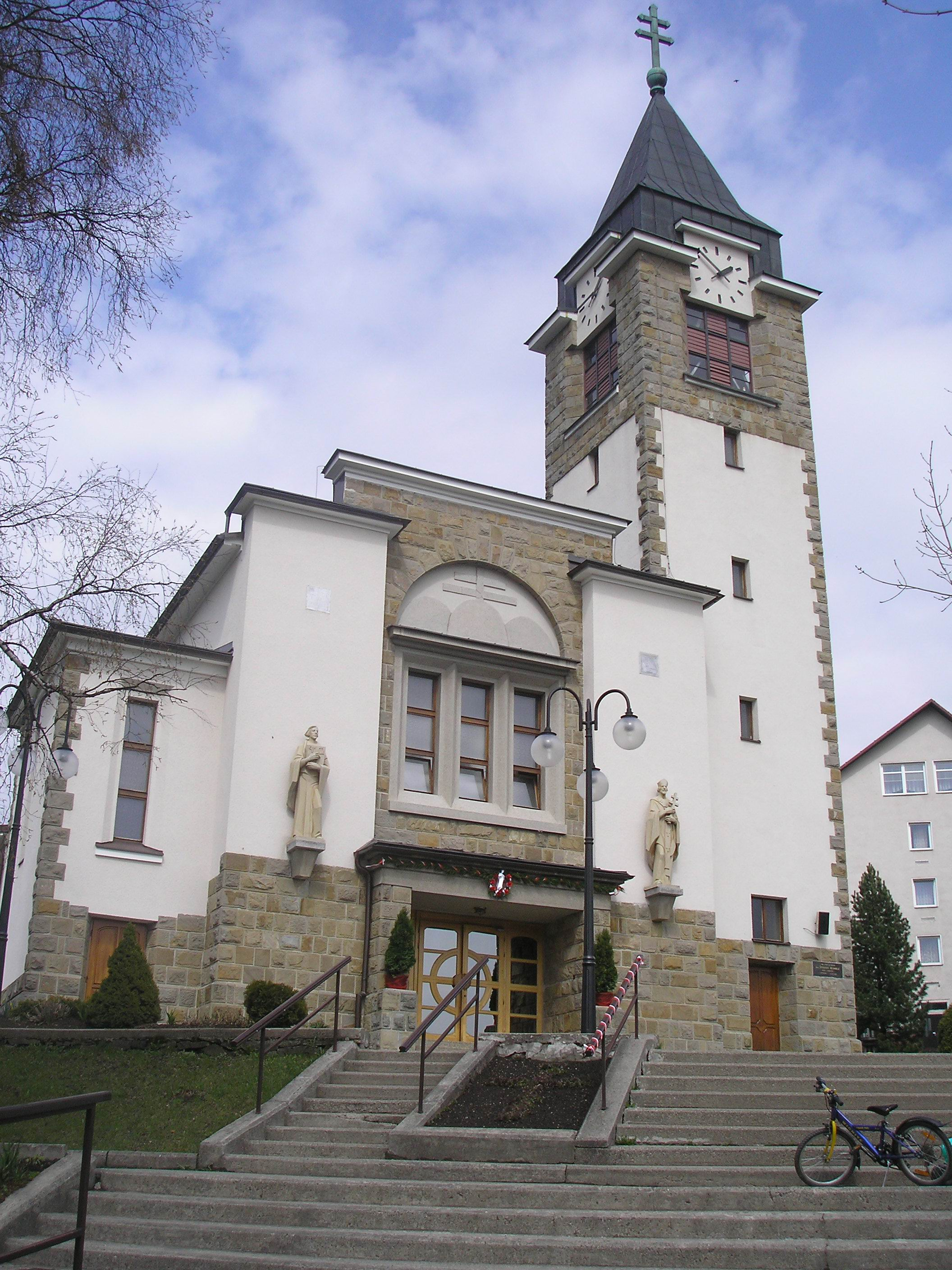
Kirche in Novoť

Die Gemeinde liegt im Gebirge Slovenské Beskydy („Slowakische Beskiden“), einem Teilgebirge der Beskiden, an den Bächen Novoťanka und Tisoňovka. Novoť ist 22 Kilometer von Námestovo entfernt.

## Geschichte
Der Ort wurde 1691 gegründet und hieß anfangs nach dem Gründer M. Gyurczak Gyurkov (slowakisch auch Jurkov), 1712 erhielt er dann heutigen Namen. Novoť gehörte zur Herrschaft der Burg Arwa. Die Bevölkerung beschäftigte sich mit Forst- und Viehwirtschaft, Schafzucht, Flößerei, Fuhrwesen und Handwerken.
2001 wurde der Grenzübergang Novoť-Ujsoły über den Beskiden-Hauptkamm nach Polen eröffnet.

## Bevölkerung
| Jahr                | 1994 | 2004     | 2014     | 2024    |
| ------------------- | ---- | -------- | -------- | ------- |
| Anzahl der Personen | 2828 | 3158     | 3506     | 3818    |
| Unterschied         |      | +11,66 % | +11,01 % | +8,89 % |

| Jahr                | 2023 | 2024    |
| ------------------- | ---- | ------- |
| Anzahl der Personen | 3790 | 3818    |
| Unterschied         |      | +0,73 % |